# Campina Grande
Campina Grande là một thành phố của Brasil. Thành phố Campina Grande thuộc bang Paraíba. Thành phố Campina Grande có diện tích km2, dân số năm 2010 theo ước tính của Viện địa lý và Thống kê là 383.764 người.